# 2006 год в авиации
Список событий в авиации в 2006 году.

## События
- 1 мая — состоялась церемония снятия с вооружения МиГ-25 ВВС Индии[1].
- 17 августа — абсолютный мировой рекорд высоты для всех классов дирижаблей — 8180 метров, установлен российским пилотом Станиславом Фёдоровым на экспериментальном тепловом дирижабле Полярный гусь.[2]

### Без точной даты
- Первый полёт украинского лёгкого самолёта Скаэтон К-10.[3]

## Персоны

### Скончались
- 24 ноября — Яновский, Иван Иванович, участник Великой Отечественной войны, штурман эскадрильи 8-го гвардейского авиационного полка 8-й гвардейской авиационной дивизии авиации дальнего действия, Герой Советского Союза.